# Manoir de Kerazan
Le manoir de Kerazan est un château situé à quelques kilomètres au nord de Loctudy et au sud de Pont-l'Abbé dans le Finistère.
Le manoir fait l’objet d’une inscription au titre des monuments historiques depuis le 24 août 2000. Cela concerne les façades et toitures du corps de logis et de l'aile est pour ce qui est de l'extérieur du manoir. À l'intérieur, cinq pièces du rez-de-chaussée sont concernées : la salle à manger, le grand salon, la salle de billard, le fumoir et la bibliothèque. Le parc, enfin, avec ses murs de clôture, ainsi  que la citerne, le vivier et le canal du XVIIIe siècle et les douves, complète la notice.

## Historique
Les archives montrent une occupation antérieure au XVe siècle. Un château y a été construit à la fin du XVIe siècle par la famille de Kerfloux et passa ensuite à la famille Drouallen dont l'un des membres, participa comme officier à la prise de Rio de Janeiro sous le commandement de Duguay-Trouin. Le Manoir est transformé notablement au XVIIIe siècle par les comtes de Rosmorduc issus de la maison le Gentil, famille d'ancienne extraction chevaleresque de Cornouaille, qui en héritèrent : adjonction d'un étage au corps principal, agrandissement des fenêtres, réfection de la toiture et création d'un parc à l'anglaise.
Le château est saisi en 1793 par le tribunal révolutionnaire de Quimper et est revendu. Son propriétaire était alors le comte Louis de Rosmorduc, général de l'Armée catholique et royale, chef chouan dans la région de Vitré. Il est alors occupé successivement par Louis Derrien, par Édouard Le Normant des Varannes, architecte et neveu du précédent, par Alour Arnoult en 1847 qui rénove de façon importante la décoration intérieure et dont un descendant Georges Arnoult, qui habita aussi le manoir, fut député du Finistère. La fille de Georges, Noémie Arnoult, en épousant Joseph Astor, transfère la propriété de la demeure à la famille Astor. 
L'occupant le plus célèbre du manoir reste Joseph Astor (1824 - 1901), maire de Quimper et surtout son fils et homonyme, Joseph Georges Astor, sénateur-maire de Quimper et créateur du musée des Beaux-Arts de cette ville  Le père commence dès son arrivée à réunir à Kerazan une riche collection de peintures, dont l'enrichissement est poursuivi par son fils. Joseph Georges Astor acquiert des faïences quimpéroises qui constituent aujourd'hui un ensemble unique (dont le violoncelle).
Joseph George ne se marie jamais et sans descendance, il fait le choix de léguer à l'Institut de France la totalité du manoir et de ses collections dans le but de l'ouvrir au public tout en créant une fondation à son nom (comportant également une école de broderie). La première ouverture a lieu dès 1932 et cette école perdura jusqu'en 1966, formant des dizaines de jeunes filles, dont la plupart travaillèrent ensuite pour la maison Le Minor.

## La famille Astor
- Joseph Astor (1824 - 1901), alors maire de Quimper[5], eut en charge la construction du nouveau musée des Beaux Arts, inauguré en 1872. Se passionnant pour l'art en général et la peinture en particulier, il achète de nombreux tableaux d'inspiration bretonne ou d'artistes séjournant en Bretagne. Dans sa collection on trouve aussi de nombreuses peintures inspirées par les maîtres des XVIe siècle, XVIIe siècle et XVIIIe siècle.
- Son fils, Joseph-Georges Astor, né en 1859, effectua des études de droit et se spécialisa après son doctorat dans les problèmes pénitentiaires. Handicapé par la surdité, il ne put se consacrer autant qu'il l'aurait voulu à la vie publique. Il déploya alors toute son énergie à enrichir la collection de peinture de son père en acquérant plusieurs dizaines d'œuvres contemporaines de Désiré Lucas, Lucien Simon, Maurice Denis, Charles Cottet, etc., à embellir le décor du manoir (œuvres d'Alfred Beau, etc.)[6] et à construire les "communs" du manoir. En 1928, il légua par testament[7] ses biens à l'Institut de France à condition qu'après sa mort une fondation portant le nom de sa famille soit créée ; cette fondation aboutit à la création d'une école de broderie dans le manoir de Kerazan afin de procurer un gagne-pain aux jeunes filles du pays[8].

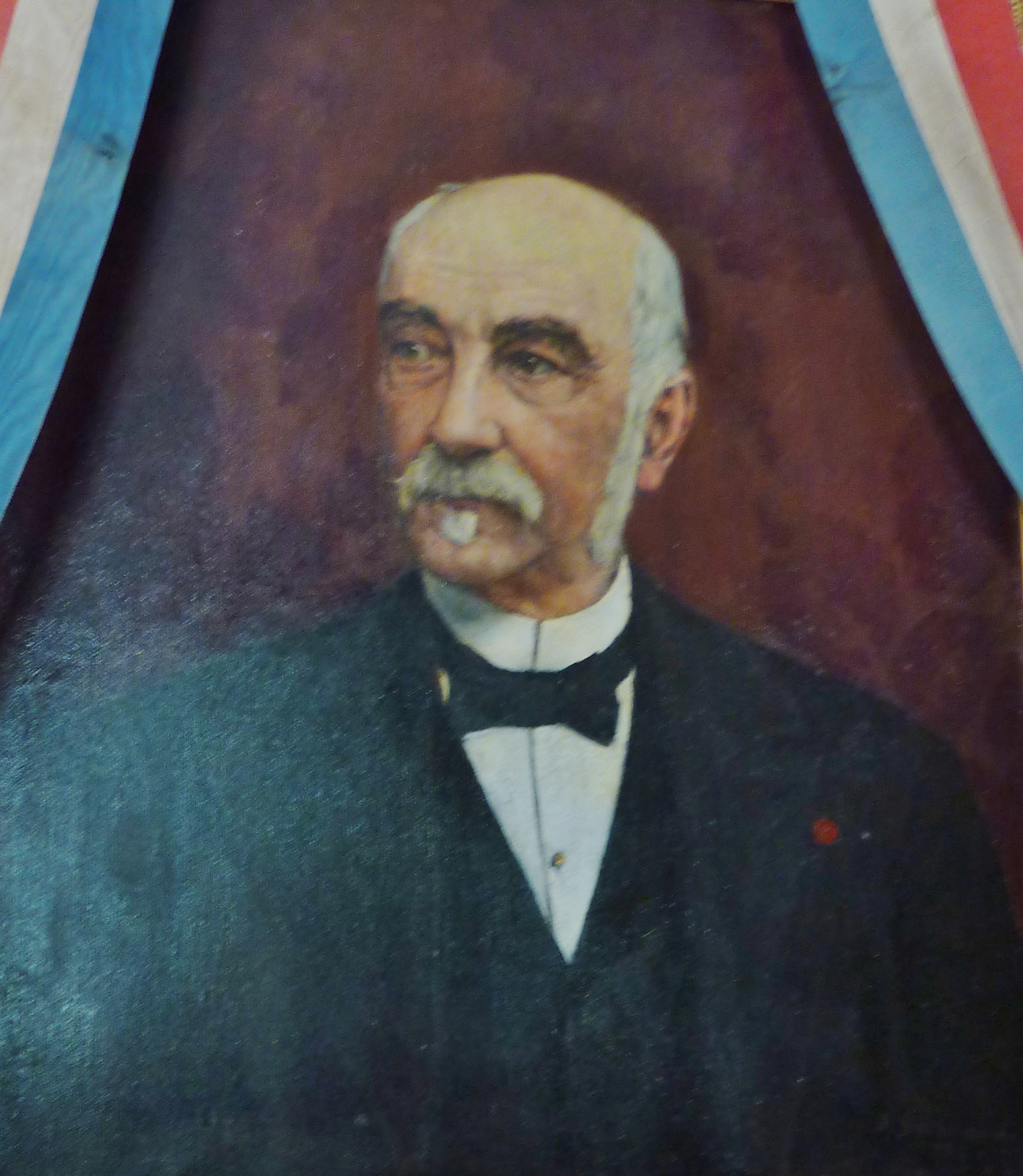
Portrait de Joseph Astor (école française fin XIXe, manoir de Kerazan)
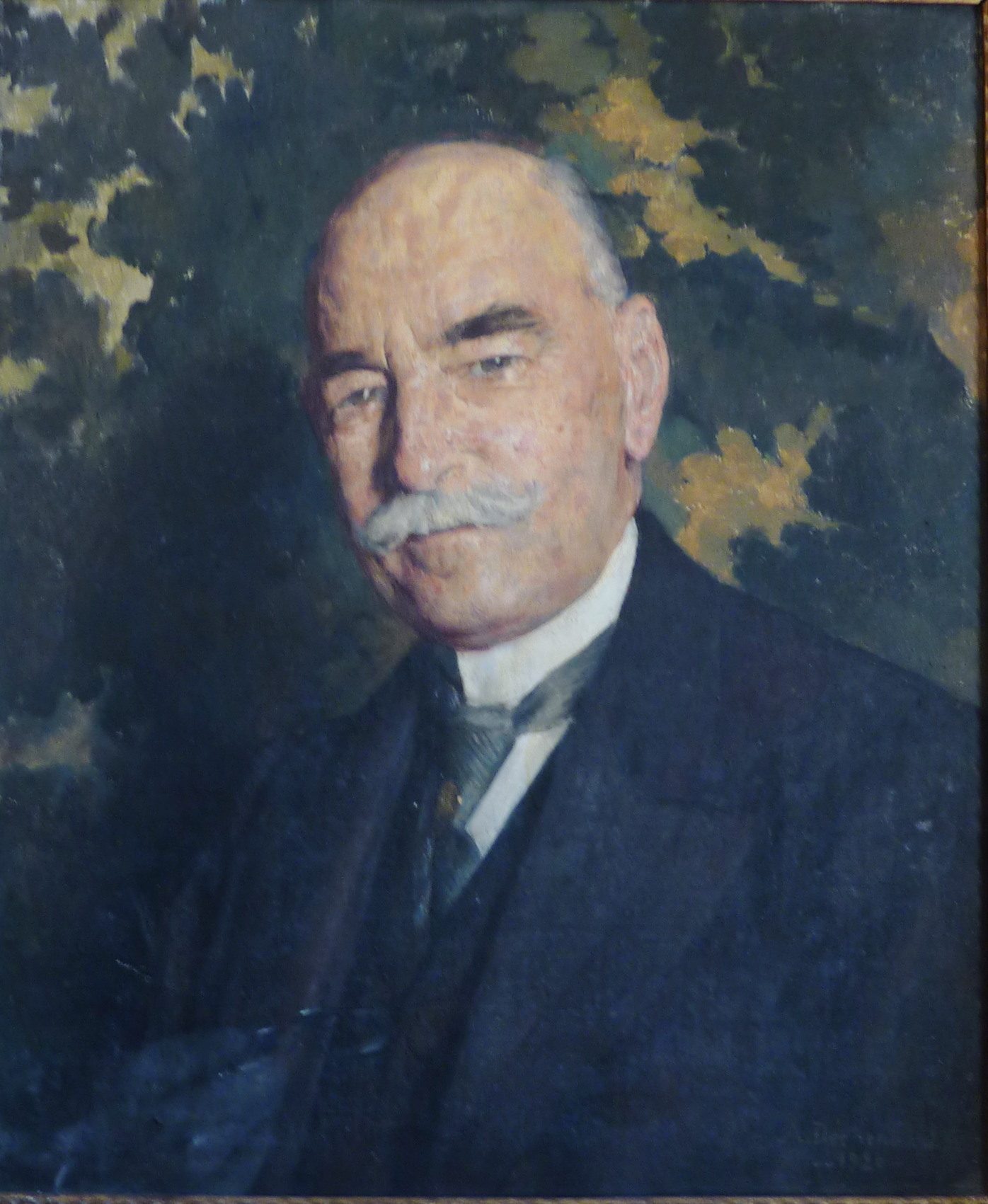
Adolphe Déchenaud (1869-1933) : portrait de Joseph-Georges Astor (manoir de Kerazan)

## Le manoir
Il est constitué d'un corps principal avec un étage et d'une aile plus ancienne, vestige du château du XVIe siècle. Le vaste parc, à l'anglaise, comporte également un potager façon médiévale et des douves sèches.

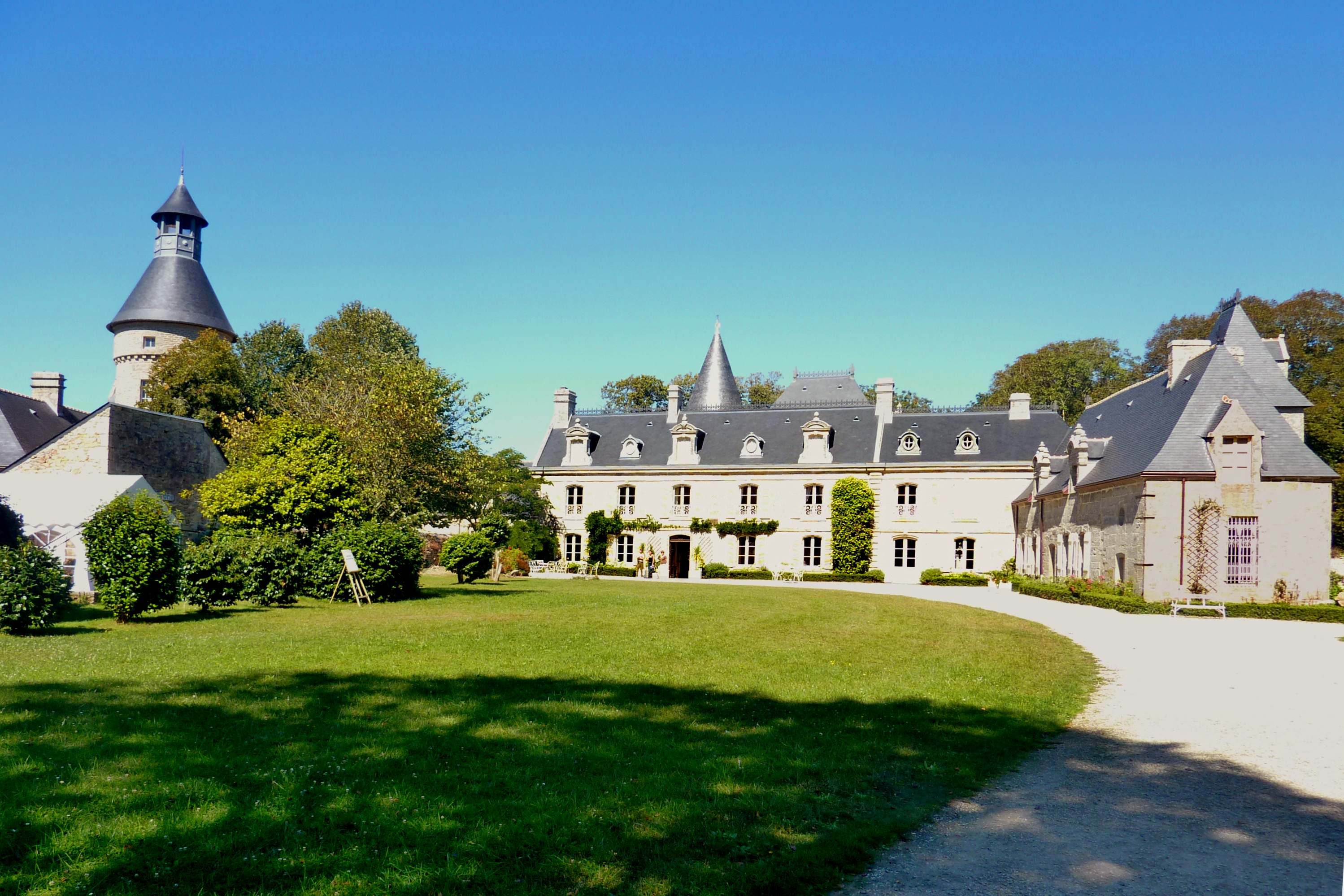
Le manoir : vue d'ensemble depuis l'entrée du parc.
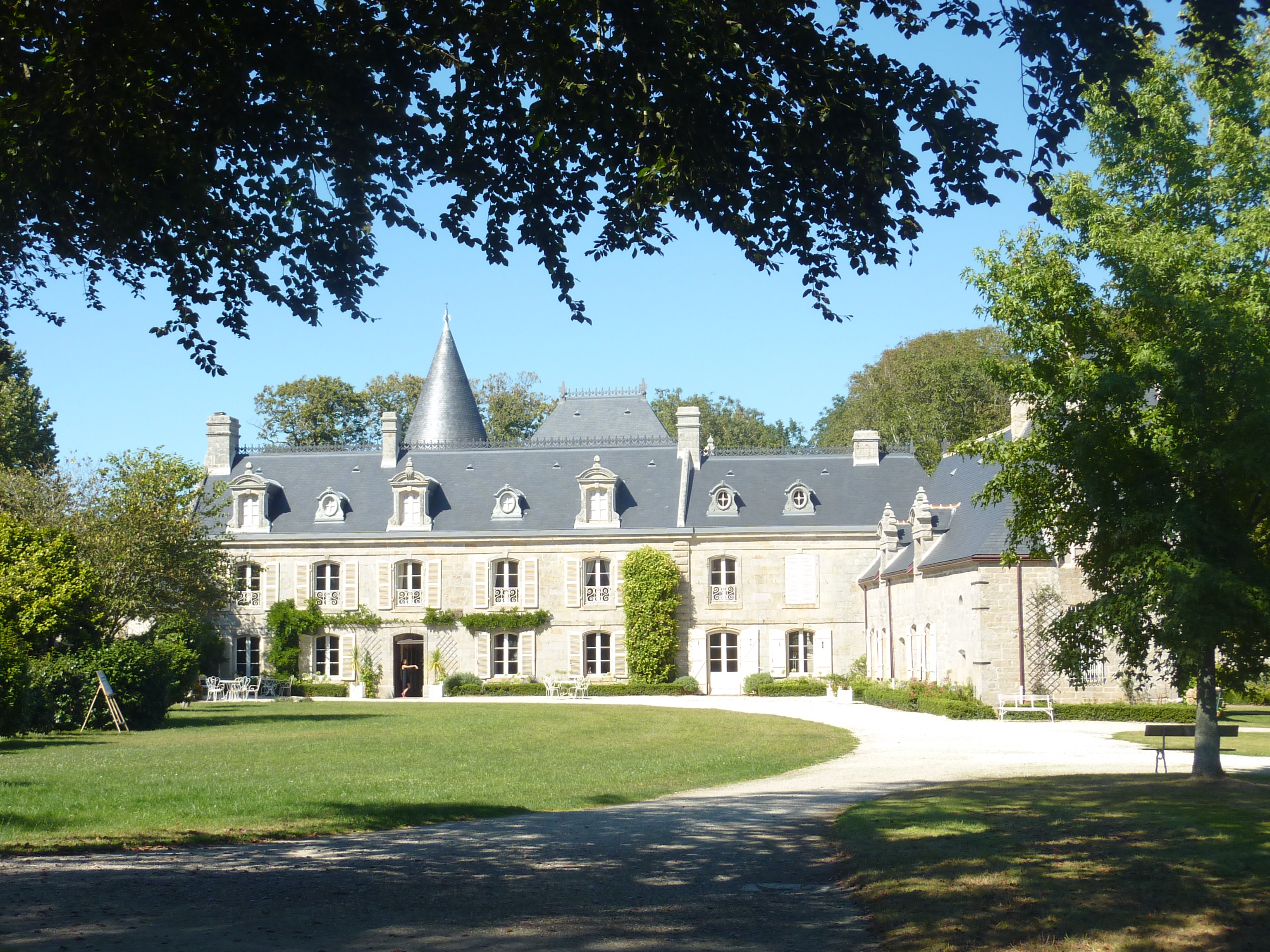
Le manoir vu du parc.
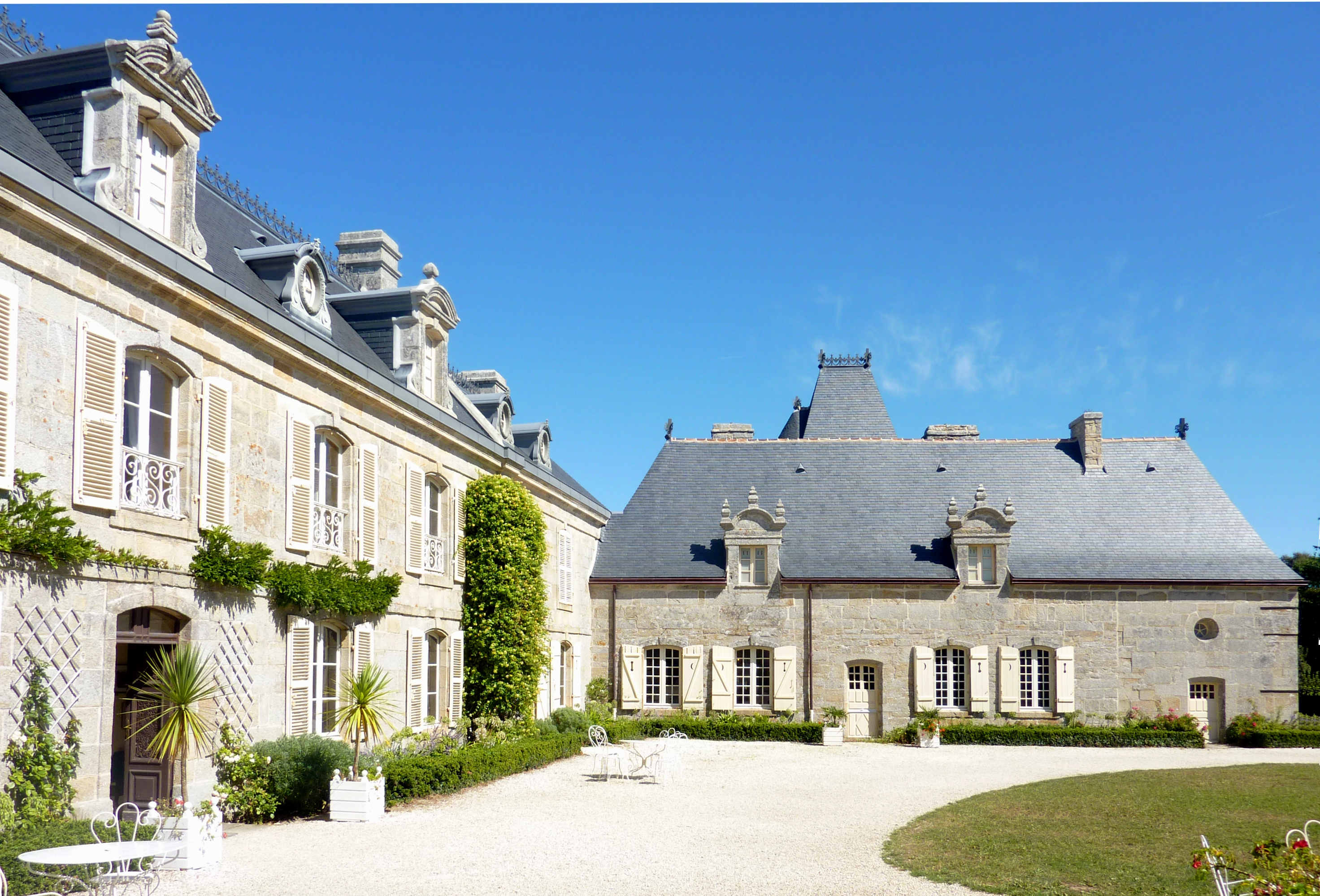
Le manoir vu de l'ouest.
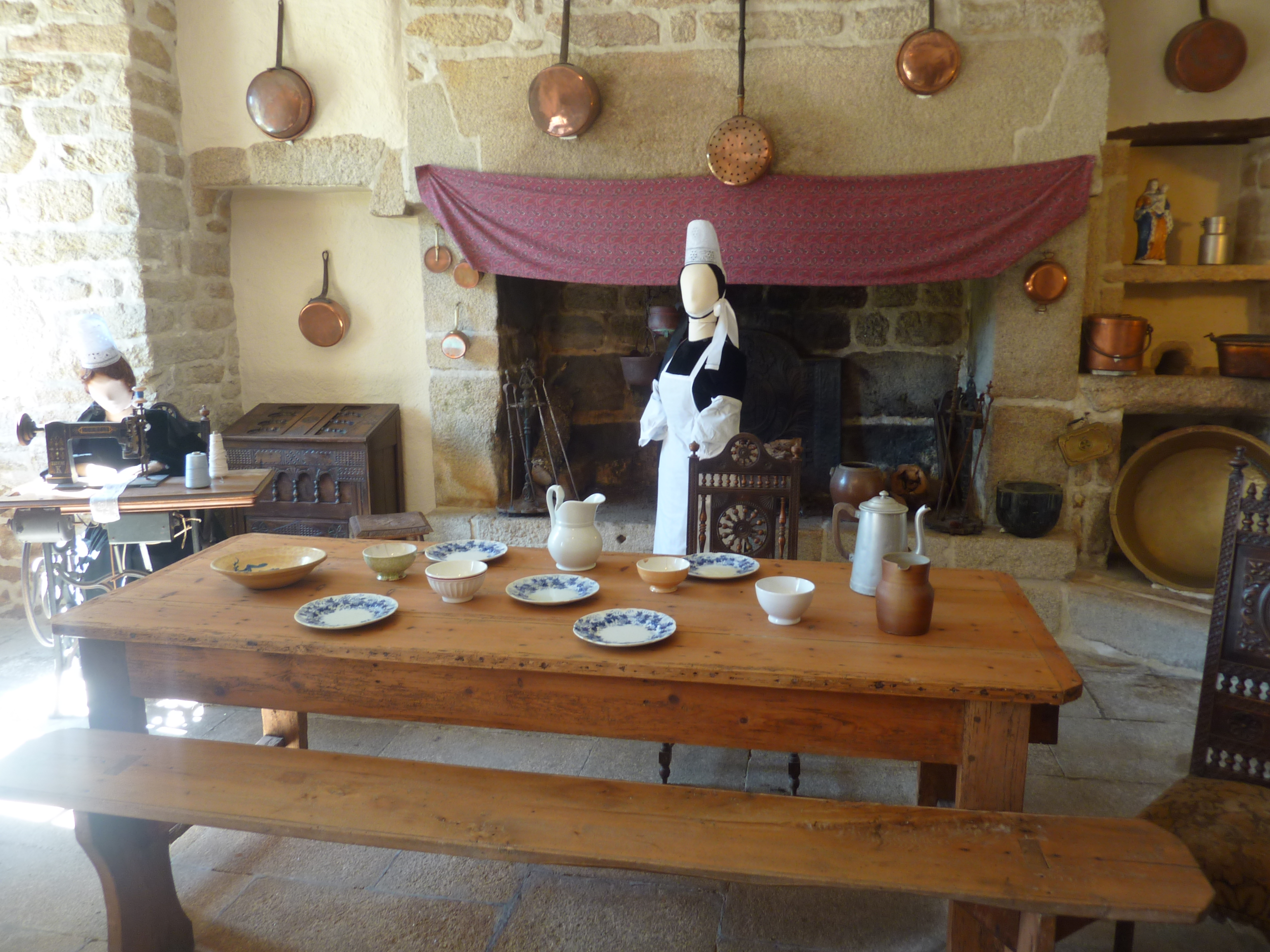
La cuisine.
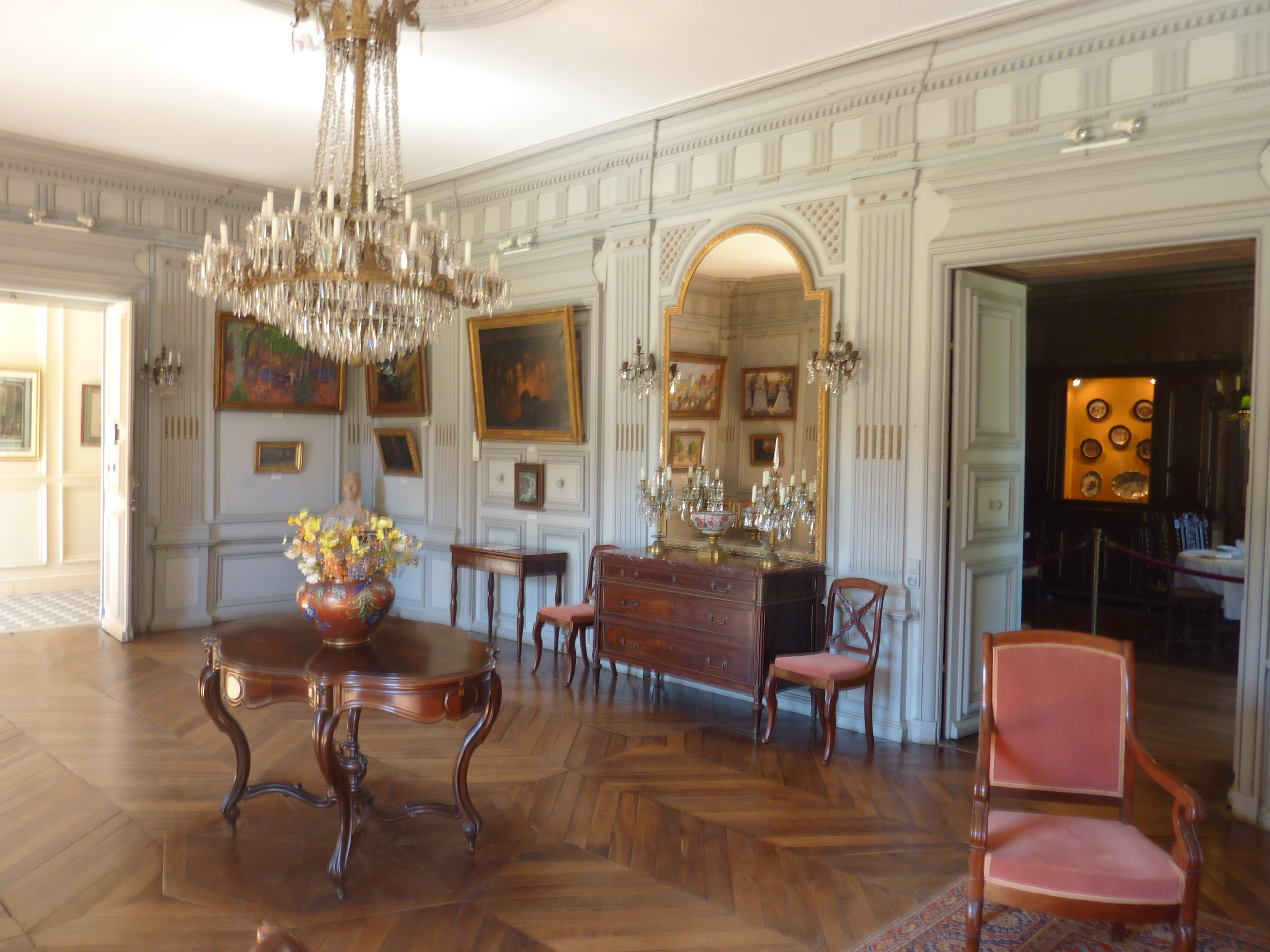
Le salon.
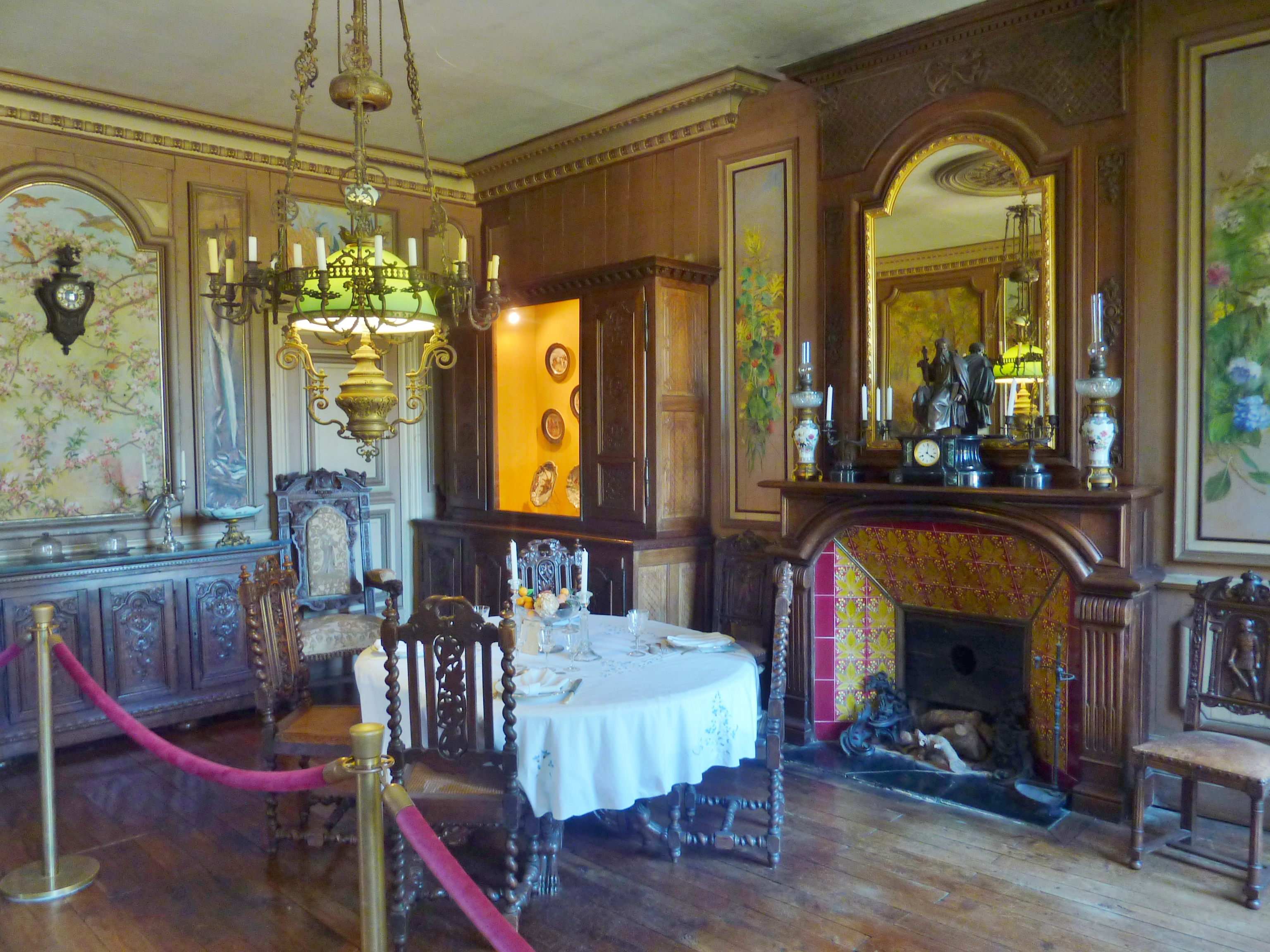
La salle à manger.
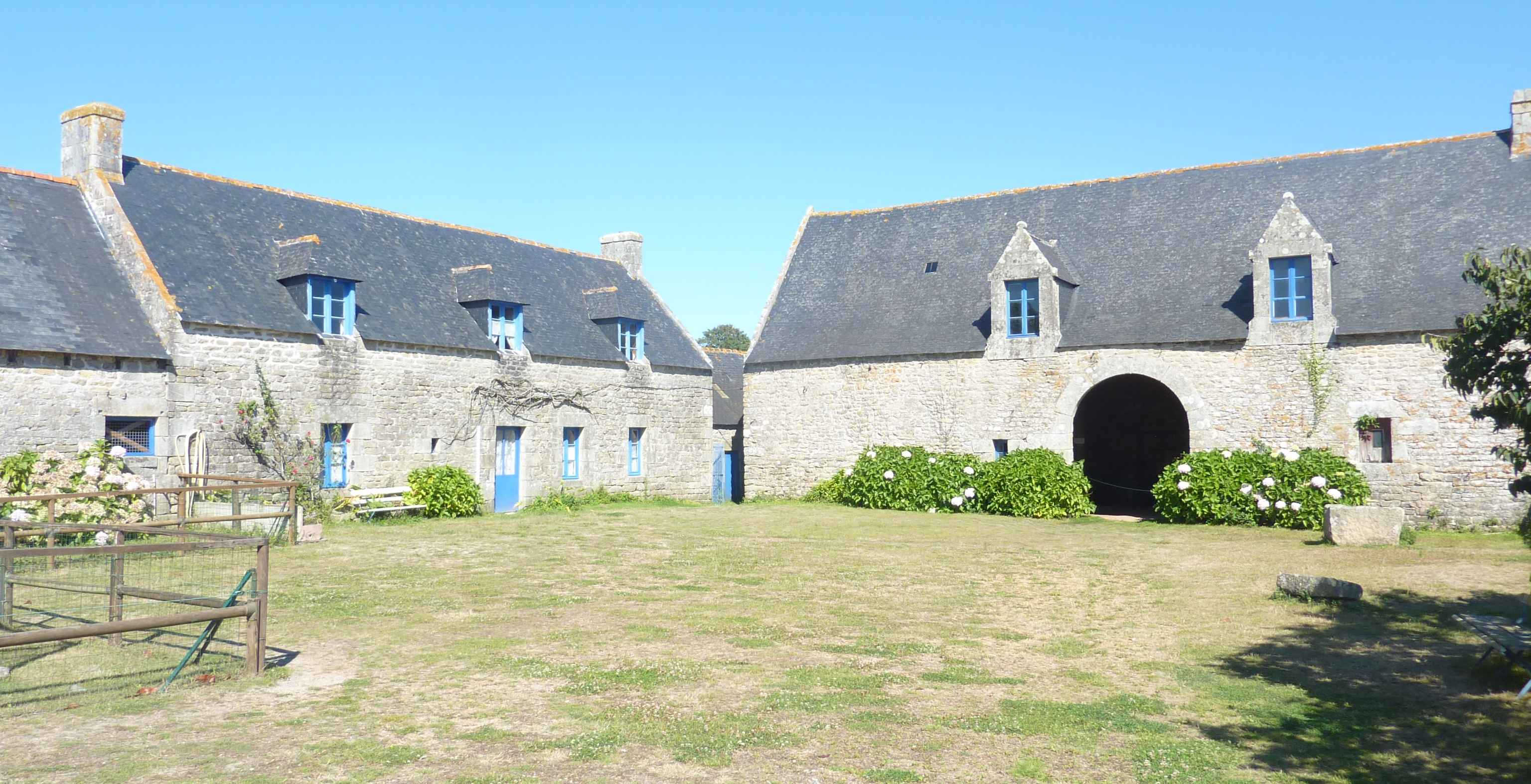
La ferme du manoir de Kerazan

Le manoir, lui-même, comprend plusieurs salles, richement décorées (nombreuses fresques murales). Elles sont ornées de multiples tableaux de diverses écoles. On peut citer en particulier ceux de Auguste Goy, peintre quimpérois du XIXe siècle qui ornent la totalité de la Salle de billard et deux tableaux de Maurice Denis, chef de file des Nabis (Daphnis et Chloé de 1918 et Le Pardon de Notre-Dame-de-la-Clarté de 1926) qui sont visibles dans le Grand Salon du Manoir. On peut aussi observer les fresques de la salle à manger, exécutées par Théophile Deyrolles (fresques de chasse et pêche sur les murs autour de la porte d'accès) et Henriette Daux.
La dernière salle du Manoir est consacrée à la collection de faïences de Quimper qui comprend un remarquable violoncelle de faïence d'1,20 m, unique au monde, peint par Alfred Beau. Celui-ci fut l'ami de Joseph Astor, alors maire de Quimper et propriétaire du manoir de Kerazan, qui lui achète quelques-unes de ses plus belles pièces. Joseph-Georges Astor, le fils de Joseph Astor, s'employa par la suite à compléter la collection de son père et le manoir de Kerazan possède la plus importante collection d'œuvres d'Alfred Beau.

## La publicité Tipiak
Le film publicitaire de la société Tipiak  de Jean Becker tourné en 1993 et mettant en scène cinq bigoudènes a été tourné au manoir de Kerazan.